# ウィリアム・R・ベイカー
ウィリアム·ロビンソン・ベイカー (William Robinson Baker、1820年5月21日–1890年)はアメリカ合衆国の政治家。
オノンダガ郡でアサ·ベイカーとハンナ・ロビンソンの息子として生まれた。17歳までニューヨークに住み、テキサス共和国ヒューストンに引っ越した。Houston Town Companyで約2年間簿記係を務め、その後の2年間は雑貨店を経営した。1841年、ハリス郡書記となり、16年間務めた。
1845年12月、元ミシシッピ州知事ハイラム・ラネルズの姪ヘスター・E・ラネルズと結婚した。
1852年に、テキサス中央鉄道幹事、1856年にヒューストン&テキサス州中央鉄道幹事となった 同鉄道、取締役、副社長となり、1868年から1871年に社長、1873年から1875年には副社長兼支配人を務めた。1877年に株を売却し、鉄道事業から引退した。
1874年、16地区選出のテキサス州上院議員となり、1期を務めた。
1880から1886年までヒューストン市長を務め、1890年に亡くなった。